# Nora Gjakovaová
Nora Gjakovaová (*17. srpna 1992 Peć) je kosovská zápasnice – judistka albánské národnosti. Do přijetí Kosova mezi členy Mezinárodního olympijského výboru (MOV) v prosinci 2014 reprezentovala jako majitelka albánského pasu Albánii nebo startovala pod vlajkou Mezinárodní judistické federace (IJF). V zemích které rezolutně odmítají suverenitu Kosova stále startuje pod vlajkou IJF a v případě vítězství jí hraje olympijská hymna.

## Sportovní kariéra
S judem začínala v 10 letech v rodné Peći společně s mladším bratrem Akilem. Přípravuje se pod vedením Dritona Kuky v tréninkové skupině s Majlindou Kelmendiovou. Po vyhlášení nezávislosti Kosova v roce 2008 je nucena spojit sportovní kariéru s politickou jako zástupkyně de facto uměle vytvořeného státního útvaru, který řada zemí neuznává. V roce 2012 se na olympijské hry v Londýně nekvalifikovala a na svou olympijskou účast si musela počkat do roku 2016, kdy se kvalifikovala na olympijské hry v Riu. V prvním kole porazila Kolumbijku Yadinis Amarísovou, když jí minutu před koncem zápasu dostala do submise páčením. Ve druhém kole však nestačila na Rumunku Corinu Căprioriuovou.

### Vítězství
- 2015 - 2x světový pohár (Tunis, Lisabon)
- 2016 - 1x světový pohár (Tunis)

## Výsledky
| Olympijské hry     |     |     |     | —   |     |     |     | úč. |     |    |    |  |  |  |  |  |  |  |  |  |  |  |  |  |  |  |
| Mistrovství světa  | úč. | úč. | úč. |     | 7.  | úč. | úč. |     | úč. | 7. |    |  |  |  |  |  |  |  |  |  |  |  |  |  |  |  |
| Evropské hry       |     |     |     |     |     |     | 3.  |     |     |    | 2. |  |  |  |  |  |  |  |  |  |  |  |  |  |  |  |
| Mistrovství Evropy | —   | —   | —   | —   | úč. | —   | 3.  | 3.  | 3.  | 1. | 2. |  |  |  |  |  |  |  |  |  |  |  |  |  |  |  |
| ME do 23 let       | —   | —   | —   | úč. | —   | 1.  |     |     |     |    |    |  |  |  |  |  |  |  |  |  |  |  |  |  |  |  |
| MS juniorů         | úč. | 7.  | —   |     |     |     |     |     |     |    |    |  |  |  |  |  |  |  |  |  |  |  |  |  |  |  |
| ME juniorů         | —   | —   | —   |     |     |     |     |     |     |    |    |  |  |  |  |  |  |  |  |  |  |  |  |  |  |  |